# Lokøy
Lokøy o Lokøyna es una isla del municipio de Fjell en la provincia de Hordaland, Noruega. Se ubica 20 km al oeste de Bergen, en un archipiélago al sur de Algrøyna, al norte de Syltøyna y al oeste de Sotra.